# Oltre la nebbia - Il mistero di Rainer Merz
Oltre la nebbia - Il mistero di Rainer Merz è un film thriller del 2017 diretto da Giuseppe Varlotta.

## Distribuzione
Il film è uscito al cinema il 4 ottobre 2018 ed è uscito il primo DVD a gennaio 2019.

## Successo
Il film ha ottenuto discreti successi, ricevendo 2,5/5 su MyMovies e 3/4 sul Dizionario dei film di Paolo Mereghetti.